# MV Nino Bixio
Pour les articles homonymes, voir Nino Bixio et Bixio.
Ne pas confondre ce navire construit en 1941 avec le navire Nino Bixio de la classe Nino Bixio construit en 1911 et démoli en 1929.
Le MV Nino Bixio est un cargo italien construit en 1941 par la société Ansaldo de Gênes pour la compagnie maritime génoise Garibaldi.
Ce navire est surtout connu pour avoir été torpillé le 17 août 1942 au large des côtes de Grèce par le sous-marin HMS Turbulent de la Royal Navy, provoquant la mort de 336 prisonniers de guerre alliés, dont 118 Français libres faits prisonniers lors de la bataille de Bir Hakeim.
Le navire qui résiste à l'attaque, est ensuite réparé et continue son service dans la marine marchande jusqu’en 1970. Il est ferraillé à La Spezia en 1971.

## Histoire et description
La société génoise Ansaldo construit le navire en 1941 pour le groupe Garibaldi, qui l’affecte à sa filiale Cooperativa di Navigazione. Il est nommé d’après Nino Bixio, un militaire et homme politique italien du XIXe siècle qui a servi sous Giuseppe Garibaldi.

## Torpillage du 17 août 1942 en mer Méditerranée

### Torpillage
Le 16 août 1942, le Nino Bixio et un autre cargo italien, le Sestriere, embarquent plusieurs milliers de prisonniers de guerre britanniques, des Dominions et alliés de la campagne d’Afrique du Nord, à Benghazi en Libye. Les prisonniers de guerre sont triés par ordre alphabétique sur la base de leur nom de famille : A-L à bord du Sestriere et M-Z à bord du Nino Bixio. La plupart des prisonniers sont entassés dans les soutes des navires. 3 200 prisonniers de guerre sont à bord du Nino Bixio.
Les deux navires naviguent vers Brindisi en Italie, escortés par les destroyers Saetta et Nicoloso da Recco et les torpilleurs Castore et Orione,.

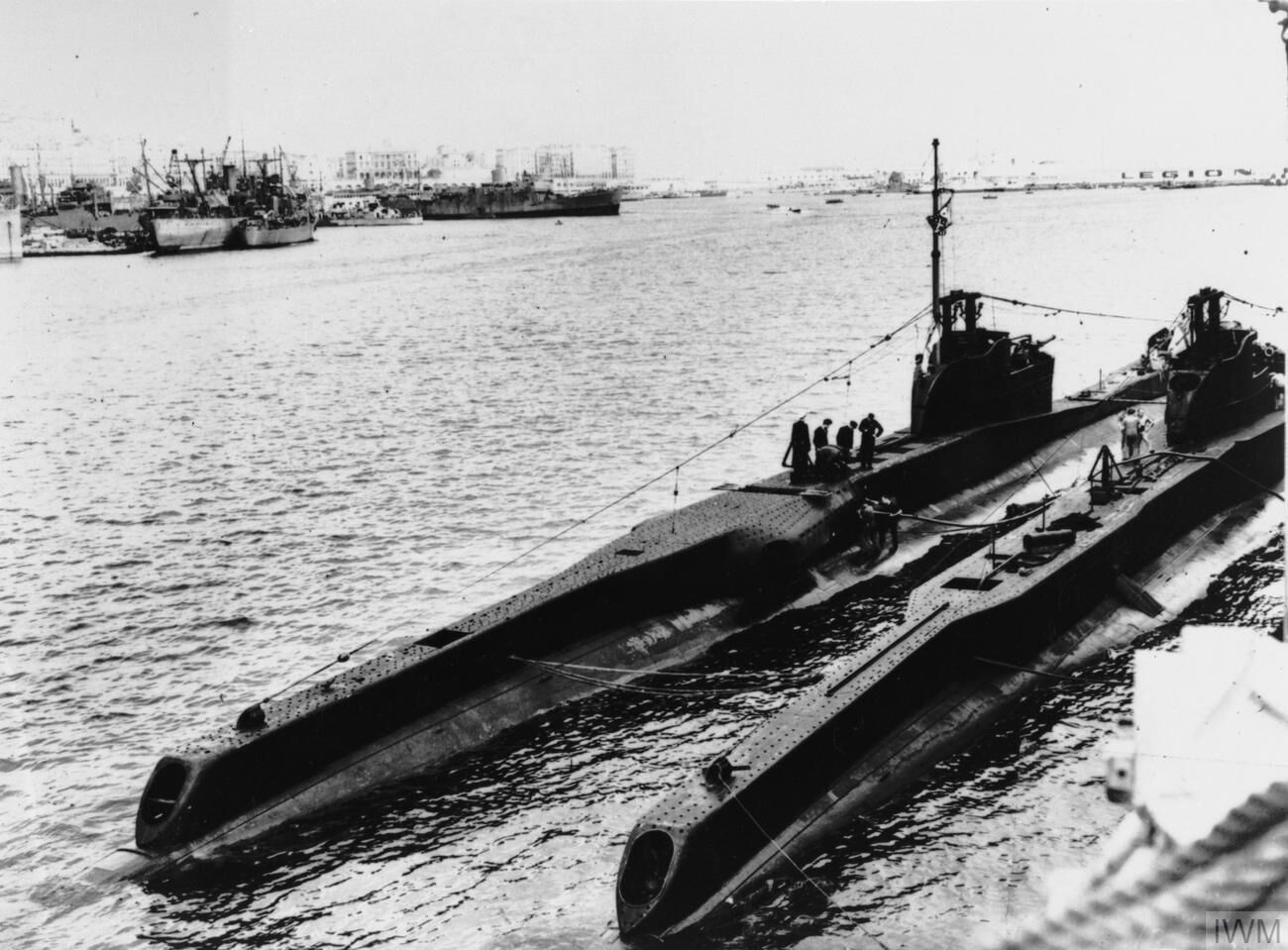

Le lundi 17 août, le sous-marin britannique HMS Turbulent intercepte le convoi, dont l’escorte a été renforcée par plusieurs avions. À 16h33, le Turbulent tire quatre torpilles sur les deux cargos, puis plonge profondément pour échapper à la contre-attaque. Une torpille ayant subi une faille de son gyroscope tourne en rond, passant trois fois au-dessus du sous-marin submergé.
Sestriere s’en sort indemne, mais trois torpilles touchent Nino Bixio. L’une explose dans sa cale no 1 et l’autre dans la salle des machines. La troisième n’explose pas mais endommage suffisamment son gouvernail pour désactiver sa direction. Nino Bixio s’enfonce dans l’eau mais ses cloisons tiennent et il reste à flot.
Une source affirme que les escortes de la marine italienne ont tenté de lancer des grenades anti-sous-marine pour couler le Turbulent, tandis qu’une autre affirme qu’il n’y a pas eu de contre-attaque. Quoi qu’il en soit, le sous-marin parvient à s'échapper. Saetta remorque Nino Bixio pendant que Castore et Orione cherchent les survivants en mer. Le croiseur Luigi Cadorna arrive plus tard pour aider à la recherche, et un navire-hôpital vient récupérer les blessés.
Saetta remorque ensuite Nino Bixio jusqu’au port de Pýlos dans le Péloponnèse en Grèce occupée par l’Italie, où le navire endommagé est échoué. Plus tard, il est remorqué à Venise et coulé comme blockship pour protéger le port. Les passagers survivants sont transférés via Corinthe à Bari en Italie puis au camp de prisonniers de guerre 57 à Grupignano/San Mauro (PoW Camp 57), à environ 9 miles (15 km) à l’est d’Udine dans le nord-est de l’Italie.

### Victimes
L’attaque tue 336 prisonniers de guerre alliés et en blesse beaucoup d’autres. Dans la cale no 1, les deux échelles en bois reliant le pont-abri au niveau inférieur de la cale sont détruites dans l'explosion, entravant le sauvetage des survivants de la partie inondée. Les deux échelles reliant la partie supérieure de la cale au pont résistent, de sorte que les prisonniers de ce niveau peuvent s'échapper. De nombreux prisonniers de guerre, dont des prisonniers de l’armée indienne britannique, sautent par-dessus bord. Cependant, beaucoup comprennent que le navire ne coulera pas et restent à bord.
184 des morts proviennent de la cale no 1 : 116 Néo-Zélandais, 41 Australiens, 16 du Royaume-Uni et 11 Sud-Africains. Sept prisonniers de guerre Français libres dans la cale no 2 sont également tués. Des prisonniers de guerre de l’armée armée indienne britannique dans la cale no 3 sont tués mais le nombre de victimes parmi eux n’est pas connu. Un certain nombre de gardes italiens qui se trouvent sur le pont sont également tués.
Parmi les victimes, on dénombre notamment 118 Français libres (dont 12 Polynésiens du Bataillon du Pacifique) faits prisonniers lors de la bataille de Bir Hakeim, qui s'est déroulée du 27 mai au 11 juin 1942 durant la guerre du désert.

### Hommages

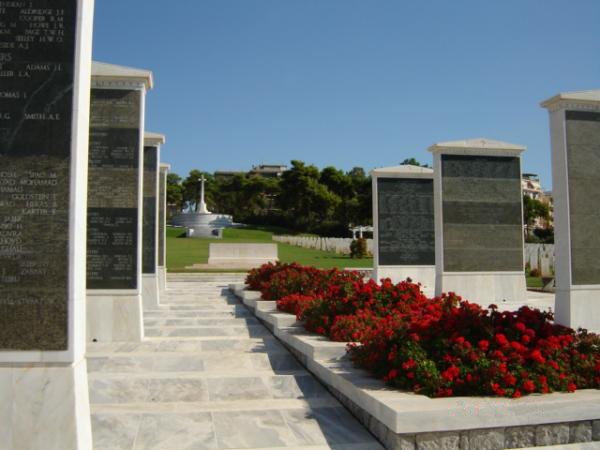
Une partie du mémorial d'Athènes dans le cimetière de guerre de Phaleron de la CWGC

20 soldats néo-zélandais sont enterrés à Pylos et leurs noms figurent sur le mémorial de guerre Phaleron de la CWGC à Athènes. La plupart des victimes dont on n'a pas retrouvé les corps ont leurs noms gravés sur le monument commémoratif d'El-Alamein (en) en Égypte occidentale.
Une chapelle au PoW Camp 57 a été construite en 1943 et consacrée quelques jours avant l’armistice de Cassibile. Le camp a été démoli après la guerre mais la chapelle a été restaurée dans les années 1990. Une tablette de marbre blanc commémorant les 116 Néo-Zélandais et 41 Australiens parmi les morts de Ninio Bixio a été installée dans la chapelle au 21e siècle.

## Après-guerre
En 1952, le Nino Bixio est réparé et reprend du service dans la marine marchande. Il visite un certain nombre de ports néo-zélandais, dont Wellington, où le 25 janvier 1955, une cérémonie de dépôt de couronnes a lieu à bord de son pont avant.
Le navire est retiré du service commercial en 1970 et démoli en 1971.

## Source et bibliographie
- (en) Cet article est partiellement ou en totalité issu de l’article de Wikipédia en anglais intitulé « MV Nino Bixio » (voir la liste des auteurs).

### Ouvrages
- François Broche, La Cathédrale des sables. Bir Hakeim (26 mai-11 juin 1942), Humensis, 2019, p. 152-153 (en ligne)

### Témoignages
- Gérard Le Poitevin, « Récit du torpillage du Nino Bixio », ICARE Revue de l'aviation française no 101 - Mai-Juin 1942 Bir Hakeim, 1982 (en ligne)
- Raymond Forgeat, Autre récit du torpillage du Nino Bixio, service historique de l’armée de terre, Vincennes. 37992 To - 4°5768. (en ligne)

### Autres
- Irénée Cordonnier, Le torpillage du cargo Nino Bixio, La Dépêche de Tahiti, 16 août 2011, p. 23.
- Hervé Robert, « Les disparus du naufrage du Nino Bixio », bulletin de la Société des Études Océaniennes No 278, octobre 1998, p. 52-53.
- Docteur Louis-Jean Calloch, La tragédie du naufrage du cargo "Nino Bixio", le 17 août 1942, en mer Méditerranée, Mémorial national des marins morts pour la France [en ligne